# Москалёв, Николай Касьянович
Николай Касьянович Москалёв (1925—1944) — сержант Рабоче-крестьянской Красной Армии, участник Великой Отечественной войны, Герой Советского Союза (1944).

## Биография
Николай Москалёв родился 9 мая 1925 года в посёлке Черногорка (ныне — город Черногорск в Хакасии).
Окончил 7 классов. В Великую Отечественную войну работал учеником маркшейдера на шахте № 3 треста «Хакасуголь».
В апреле 1943 года Москалёв был призван на службу в Рабоче-крестьянскую Красную Армию. С июня того же года — на фронтах Великой Отечественной войны.
К апрелю 1944 года сержант Николай Москалёв командовал отделением 581-го стрелкового полка 151-й стрелковой дивизии 38-й армии 1-го Украинского фронта. Отличился во время освобождения Ивано-Франковской области Украинской ССР. 20 апреля 1944 года в бою у села Живачов (ныне — Тлумачский район) Москалёв лично уничтожил 2 танка и около 30 солдат и офицеров противника, сам был ранен, но продолжал сражаться. Когда один из немецких танков прорвался к окопу отделения, Москалёв со связкой гранат бросился под него, уничтожив его ценой своей жизни.. Представлен к званию Героя Советского Союза.
Из наградного листа:

…
Сосредоточив на узком участке фронта (в районе села Живачов Городенковского района Станиславской области) большие силы пехоты, танков и артиллерии, противник при содействии авиации 20 апреля 1944 года перешел в наступление. В это время полк находился в обороне, имея впереди боевое охранение в составе 25 человек. В нём на левом фланге юго-западнее высоты 328 находилось отделение сержанта Москалёва: шесть человек с вооружением, станковый пулемёт и два противотанковых ружья.
Противник, прорвав линию обороны впереди стоявших частей, двигался вперед силой 36 танков и батальона пехоты. На отделение Н. К. Москалёва ринулось 15 танков типа «тигр» и до двух рот пехоты. Видя создавшееся угрожающее положение, Москалёв не дрогнул и обратился к бойцам своего отделения с призывом: «Товарищи, ни шагу назад! Драться до последней капли крови, врагов не пропустить и выполнить долг перед Родиной, перед товарищем Сталиным».
И шесть храбрецов вступили в неравный бой под командой своего командира сержанта Москалёва. Они мужественно сражались, сея панику в рядах наступавшей вражеской пехоты, препятствуя дальнейшему продвижению танков. Героическая шестерка меткой стрельбой уничтожила до 100 вражеских солдат (лично Н. К. Москалёв уничтожил до 30 солдат), огнем противотанковых ружей и гранатами подбила 6 танков (из них два танка подбил Н. К. Москалёв).
Танки и оставшаяся пехота, спасовав перед мужеством советских бойцов, повернули обратно. Но одному вражескому танку удалось прорваться, и он пошел прямо на траншею, в которой находились герои. Спасая жизнь своих раненых верных друзей, Н. К. Москалёв взял связку гранат и с ней бросился под танк, взорвал его, а сам погиб. Наступление противника на основном направлении было сорвано.
За проявленный героизм тов. Москалёв достоин правительственной награды — присвоения звания «Герой Советского Союза».

Командир 581 стрелкового Краснознаменного полка майор Голуб— 
Указом Президиума Верховного Совета СССР от 23 сентября 1944 года за «мужество и героизм, проявленные при выполнении воинского долга» сержант Николай Москалёв посмертно был удостоен высокого звания Героя Советского Союза. Также посмертно был награждён орденом Ленина.
Похоронен в Живачове

## Память
В честь Москалёва были названы музей в Черногорске и колхоз в Живачове, установлен памятник в Живачове.